# نویشتادت ان در والدناب (ناحیه)
نویشتادت ان در والدناب (ناحیه) (به آلمانی: Landkreis Neustadt an der Waldnaab) یک ناحیه در آلمان است که در فالتس علیا واقع شده‌است.